# Eila Hiltunenová
Eila Vilhelmina Hiltunen (22. listopadu 1922, Sortavala – 10. října 2003, Helsinky) byla finská sochařka. Jejím nejslavnějším dílem je Sibeliův památník v Helsinkách z roku 1967. Kromě tohoto monumentálního památníku vytvořila Hiltunenová dvě menší verze připomínající Sibelia pro OSN, a to pro ústředí Organizace spojených národů v New Yorku a pro sídlo UNESCO v Paříži.

## Osobní život
Hiltunenová se narodila v prosperující rodině v roce 1922. Její otec investoval do automobilů a její matka ji silně podporovala (bylo to její jediné dítě). Během hospodářské krize v roce 1929 se situace rodiny dramaticky zhoršila a její otec propadl pití. Zemřel v roce 1941, dále ji vychovávala matka. Její umělecké ambice se rozvinuly ve Finské umělecké akademii, kde dvakrát za svou sochu získala cenu.
Vdala se v roce 1944 a měla dítě. Se svým občas násilnickým manželem měla značně komplikovaný vztah. Vždy používala své rodné jméno. Jejich manželství přesto trvalo 50 let až do smrti jejího manžela, Otso Pietinena, ačkoli nebyli vždy spolu.

## Dílo
Jejím nejslavnějším díle je monumentální Sibeliův památník, který byl realizován v roce 1967 (deset let po úmrtí skladatele). Hiltunenová se svým návrhem vyhrála soutěž, kterou vyhlásila a organizovala Sibeliova společnost krátce po smrti skladatele v roce 1957. Ačkoliv její abstraktní památník, připomínající stylizované varhany, je nyní považován za zásadní mezník nejen ve finském umění, počáteční přijetí jejího návrhu bylo kontroverzní. Námitky se soustředily především na abstraktní design. Navíc bylo známo, že skladatel složil pro varhany jen velmi malou část svého rozsáhlého díla. Aby reagovala na výtky svých kritiků, musela do kompozice památníku přidat vedle hlavního motivu Sibeliovu tvář.
Kromě tohoto obrovského památníku v Helsinkách (má rozměry 8,5 × 10,5 × 6,5 metru a váží 24 tun) Hiltunenová vytvořila ještě dvě poněkud odlišné menší verze pro Organizaci spojených národů. První verze, nazvaná Pocta Sibeliovi je umístěna v sídle UNESCO v Paříži. Druhá verze (v zásadě zmenšenina památníku v Helsinkách) stojí v areálu ústředí OSN v New Yorku.
Z dalších prací je známá např. plastika Der Wuchs der Flammen (Vzrůstající plameny) z roku 1981, která je instalována na ulici Kurfürstenstraße v Berlíně. Z menších děl můžeme zmínit bronzovou plaketu s reliéfem tváře Ingmara Bergmana, kterou navrhla pro filmové Ceny Ingmara Bergmana. Ty byly udíleny od roku 1978 až do smrti Bergmana v roce 2007. Ingmar Bergman je na pamětní plaketě zobrazen tak, že stydlivě sklání hlavu.
Hiltunen za své dílo získala v roce 2000 Finskou cenu. Její manžel Otso Pietinen zemřel v roce 1997 a Eila Hiltunen zemřela na podzim roku 2003.

## Fotogalerie

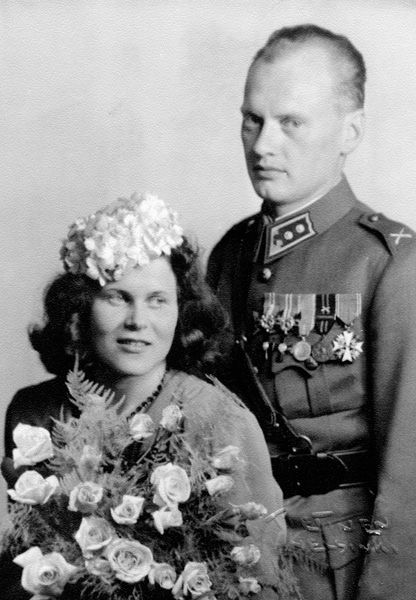
Eila Hiltunenová a Otso Pietinen
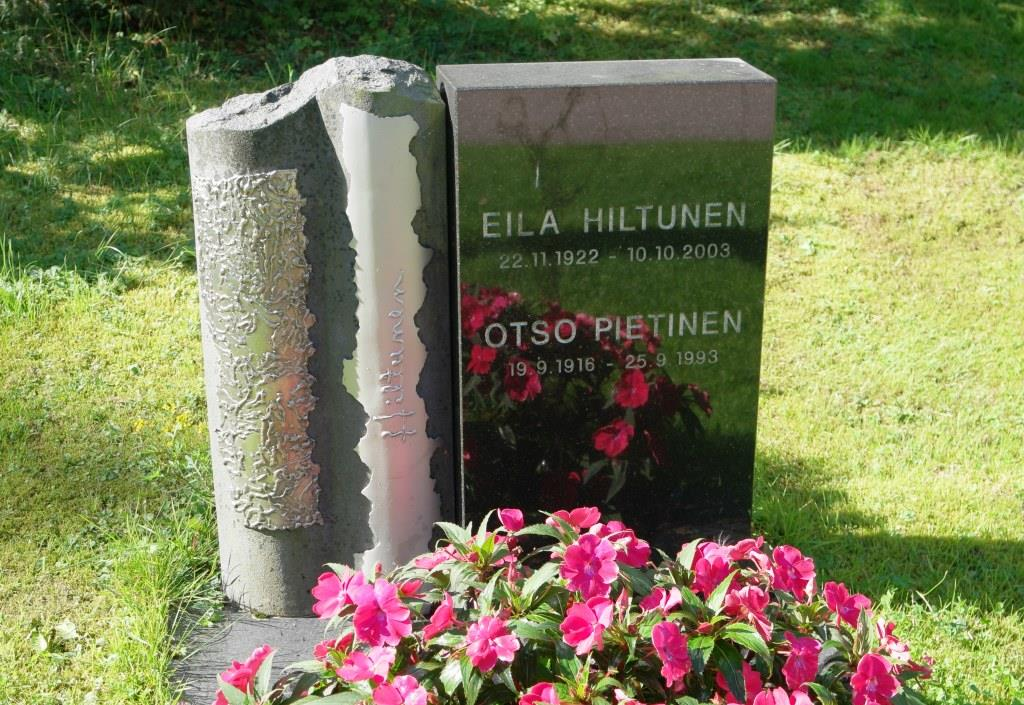
Náhrobek na hřbitově Hietaniemi v Helsinkách
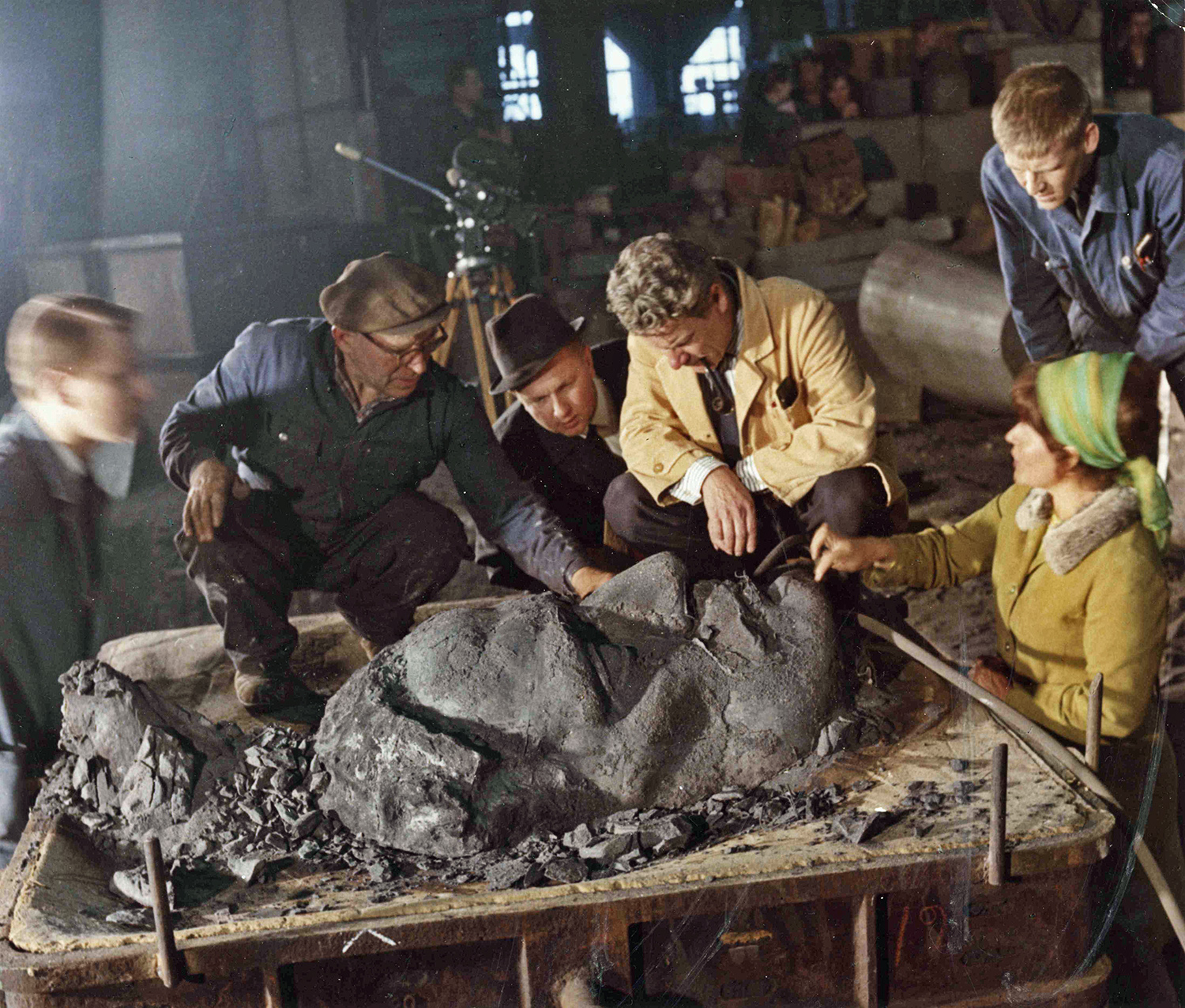
Výroba malé části Sibeliova památníku (tvář skladatele)
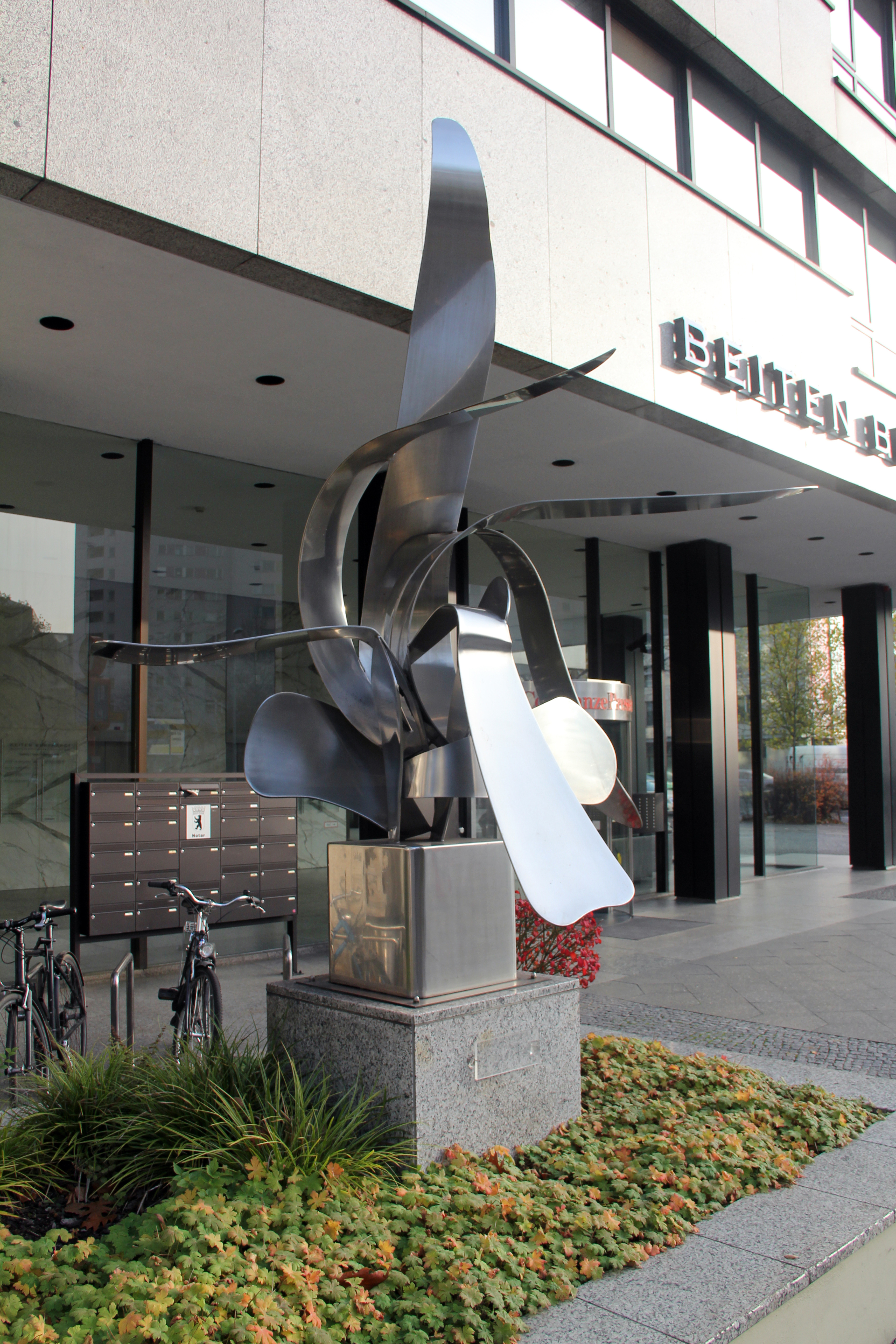
Skulptura Der Wuchs der Flammen (1981), Kurfürstenstraße 72, Berlín